# BBVA Research
En 1932, se crea el Servicio de Estudios, destinado a difundir el conocimiento de materias financieras entre la sociedad. En mayo de 2010, BBVA crea BBVA Research, una plataforma que fusiona el Servicio de Estudios con la unidad de Global Market. La actividad de BBVA Research se centra en la publicación de estudios relacionados con cuestiones macroeconómicas, sistemas financieros, economía digital y geoestrategia.
Entre sus directivos, analistas y colaboradores se encuentran actualmente Jorge Sicilia, economista jefe del Grupo BBVA y director de BBVA Research y Rafael Doménech, responsable de Análisis Económico de BBVA Research. En el pasado también formaron parte del Servicio de Estudios del banco David Tuesta,  economista líder de BBVA Research entre los años 2000 y 2017; Jose Luis Escrivá, economista jefe, director del Servicio de Estudios desde 2004 a 2010 y director gerente del Área de Finanzas Públicas entre los años 2010 y 2012; Miguel Sebastián, director del Servicio de Estudios del BBVA desde 1999 a 2003.